# Atletas Paralímpicos Individuales en los Juegos Paralímpicos de Sídney 2000
El equipo de los Atletas Paralímpicos Individuales, delageción formada por competidores de Timor Oriental, estuvo representado en los Juegos Paralímpicos de Sídney 2000 por dos deportistas masculinos. El equipo paralímpico no obtuvo ninguna medalla en estos Juegos.